# Turkish Airlines Flight 1951
Turkish Airlines Flight 1951 var en flyulykke, der styrtede under landing på Amsterdam Schiphol Lufthavn i Holland den 25. februar 2009. Ni passagerer og herunder begge piloter, døde i ulykken.
En Turkish Airlines Boeing 737-800, styrtede ned på en mark omkring 1,5 kilometer nord for landingsbanen, før det krydsede A9-motorvejen kl 09:26. Efter at have fløjet fra Istanbul i Tyrkiet, brød flyet i tre stykker på et slag.
 Der er for få eller ingen kildehenvisninger i denne artikel, hvilket er et problem. Du kan hjælpe ved at angive troværdige kilder til de påstande, som fremføres i artiklen.

52°22′39″N 4°42′50″Ø / 52.3775°N 4.714°Ø